# HD114125
HD114125 — подвійна зоря. 
Ця подвійна система має видиму зоряну величину в смузі V приблизно 7,8.
Вона розташована на відстані близько 532,1 світлових років від Сонця.

## Подвійна зоря
Головна зоря цієї системи належить до хімічно пекулярних зір й має спектральний клас F2.
В той же час спектральний клас іншої компоненти залишається  ще не визначеним.

## Фізичні характеристики
Телескоп Гіппаркос зареєстрував фотометричну змінність  даної зорі з періодом    2,73 доби в межах від  Hmin= 8,14 до  Hmax= 7,90.

## Пекулярний хімічний склад
Зоряна атмосфера HD114125 має підвищений вміст 
Cr
.